# Mark Arnold
Mark Arnold (ur. 23 maja 1957 roku w Broomall, w hrabstwie Delaware, w stanie Pensylwania) – amerykański aktor filmowy i telewizyjny.

## Wybrana filmografia

### Filmy fabularne
- 1985: Nastoletni wilkołak (Teen Wolf) jako Mick
- 1994: Ich troje (Threesome) jako Larry
- 2016: Boska Florence (Florence Foster Jenkins) jako Cole Porter
- 2017: Kingsman: Złoty krąg (Kingsman: The Golden Circle) jako Generał McCoy

### Seriale TV
- 1979: Guiding Light jako Buck
- 1981: Niekończąca się miłość (Endless Love) jako pacjent
- 1981–1983: The Edge of Night jako Gavin Wylie
- 1984: Rytuał (Ritual) jako Steve
- 1984–1985: Santa Barbara jako Joe Perkins
- 1996: Skrzydła (Wings) jako Dave
- 2005: Las Vegas jako Don Stinson
- 2005: Gotowe na wszystko (Desperate Housewives) jako Jack
- 2009: Zabójcze umysły (Criminal Minds) jako Pan Seager